# Märigrund
Märigrund är en ö i Finland. Den ligger i Bottenhavet och i kommunen Närpes i den ekonomiska regionen  Sydösterbotten i landskapet Österbotten, i den västra delen av landet. Ön ligger omkring 70 kilometer söder om Vasa och omkring 330 kilometer nordväst om Helsingfors.
Öns area är 25,7 hektar och dess största längd är 1 kilometer i nord-sydlig riktning.